# Distretto di Yijiang
Il distretto di Yijiang (弋江区S, Yìjiāng QūP) è un distretto della Cina, situato nella provincia dell'Anhui.